# Cantone di Bourbonne-les-Bains
Il Cantone di Bourbonne-les-Bains è una divisione amministrativa dell'Arrondissement di Chaumont e dell'Arrondissement di Langres.
A seguito della riforma approvata con decreto del 17 febbraio 2014, che ha avuto attuazione dopo le elezioni dipartimentali del 2015, è passato da 12 a 36 comuni.

## Composizione
I 12 comuni facenti parte prima della riforma del 2014 erano:
- Aigremont
- Bourbonne-les-Bains
- Le Châtelet-sur-Meuse
- Coiffy-le-Haut
- Damrémont
- Enfonvelle
- Fresnes-sur-Apance
- Larivière-Arnoncourt
- Melay
- Montcharvot
- Parnoy-en-Bassigny
- Serqueux

Dal 2015 i comuni appartenenti al cantone sono i seguenti 36:
- Aigremont
- Avrecourt
- Bourbonne-les-Bains
- Buxières-lès-Clefmont
- Celles-en-Bassigny
- Le Châtelet-sur-Meuse
- Chauffourt
- Choiseul
- Clefmont
- Coiffy-le-Haut
- Daillecourt
- Dammartin-sur-Meuse
- Damrémont
- Enfonvelle
- Frécourt
- Fresnes-sur-Apance
- Is-en-Bassigny
- Laneuvelle
- Larivière-Arnoncourt
- Lavernoy
- Lavilleneuve
- Marcilly-en-Bassigny
- Melay
- Montcharvot
- Neuvelle-lès-Voisey
- Noyers
- Parnoy-en-Bassigny
- Perrusse
- Rançonnières
- Rangecourt
- Sarrey
- Saulxures
- Serqueux
- Val-de-Meuse
- Vicq
- Voisey